# Lori Nelson
Lori Nelson; właściwie Dixie Kay Nelson (ur. 15 sierpnia 1933 w Santa Fe, zm. 23 sierpnia 2020 w Los Angeles) – amerykańska aktorka i modelka, której kariera trwała w latach 50. i 60.

## Wybrana filmografia
- Zakole rzeki (1952) jako Marjie Baile
- Należysz do mnie (1953) jako Lily Murdoch
- Tumbleweed (1953) jako Laura
- Destry (1954) jako Martha Phillips
- Usłyszeć muzykę (1955) jako Sarah Cosgrove
- Umarłem tysiąc razy (1955) jako Velma
- Dzień końca świata (1955) jako Louise Maddison
- Pod wodą (1955) jako Gloria
- Zemsta potwora (1955) jako Helen Dobson
- Księżniczka Mohawk (1956) jako Cynthia Stanhope
- Pardners (1956) jako Carol Kingsley
- How to Marry a Millionaire (1957-59; serial TV) jako Greta Hansen